# Louis Achiel
Louis Achiel is een Belgisch kruisboogschutter.

## Levensloop
Samen met Willy Hemeleers en Manfred Keller behaalde hij zilver in de ploegencompetitie op de Europese kampioenschappen van 2009 in het Kroatische Malinska . Deze zilveren medaille werd later omgezet in een gouden, nadat de winnaar van het tornooi (Rusland) gediskwalificeerd werd als gevolg van het feit dat een van hun schutters betrapt was op het gebruik van bètablokkers. Het duurde evenwel tot 2018 alvorens de gouden medaille effectief werd overhandigd.